# Arbor Day
Arbor Day (dal latino arbor cioè albero) è una giornata di festa in cui persone singole o gruppi sono invitati a piantare nuove piante e a prendersi cura degli alberi esistenti. Il primo Arbor Day fu indetto il 10 aprile 1872 e si stima che circa 1 milione di alberi vennero piantati quel giorno nel Nebraska.
In tanti paesi del mondo viene celebrata una festa simile, ma in diversi giorni dell'anno a seconda del periodo di semina dei rispettivi paesi.

## Il primo Arbor Day americano

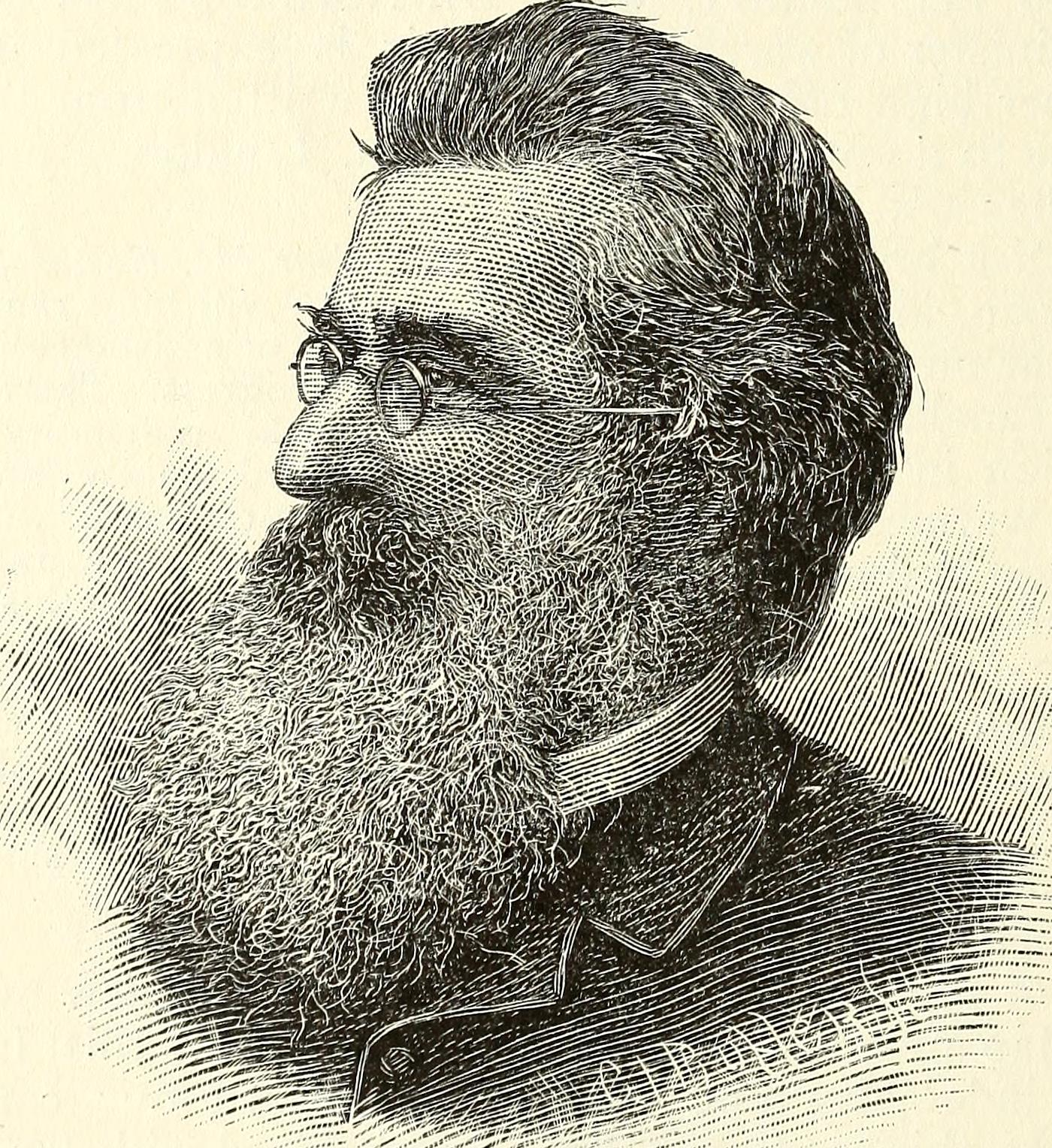
Birdsey Northrob

Il primo Arbor Day fu un'iniziativa di J. Sterling Morton, in un incontro annuale di agricoltura dello Stato del Nebraska. Si stima che il 10 aprile 1872 furono piantati circa 1 milione di alberi. 
Birdsey Northrop, del Connecticut, fu il responsabile della globalizzazione di questa idea quando visitò il Giappone nel 1883.

## Celebrazione
- Giappone: 4 maggio
- Stati Uniti: ultimo venerdì di Aprile
- Australia: 28 luglio
- Belgio: 21 marzo
- Brasile: 21 settembre
- Italia: 21 novembre